# Demotisch

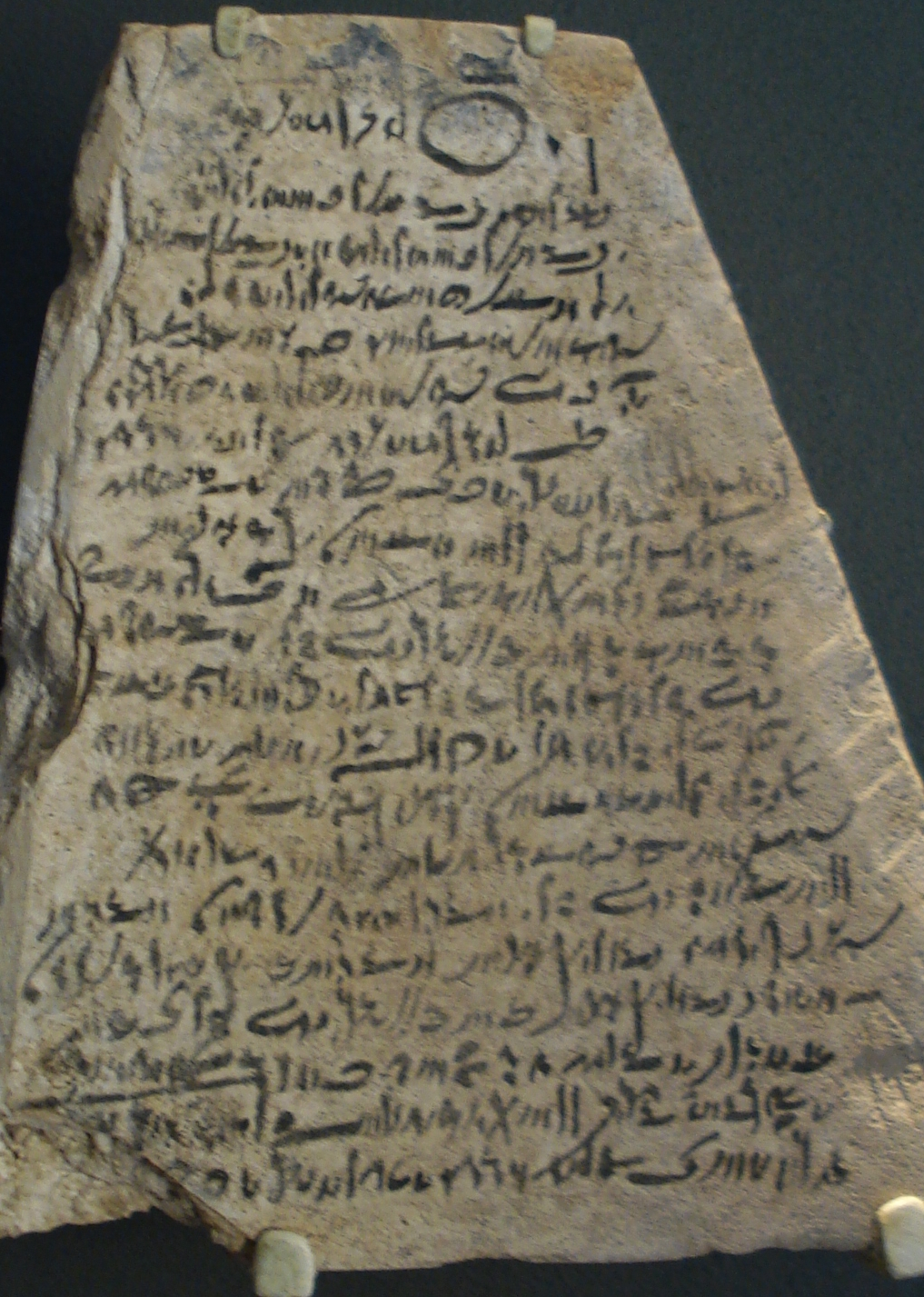
Ostrakon met Demotische inscriptie. Ptolemaeën, ca. 305-30 v.Chr. Waarschijnlijk uit Thebe. Het is een gebed aan de god Amon om een man van blindheid te genezen.

Het Demotisch was een schriftsysteem in het oude Egypte.
De Grieken verwezen er naar met δημοτικά / dēmotiká, van demotikos of volks, en de Egyptenaren met 'het schrijven van documenten' (sš n šˁ.t): het Demotisch. Het kwam omstreeks 600 v.Chr. op als vervanger van het hiëratisch schrift. Het is afgeleid van zowel het hiëratisch als van het hiërogliefenschrift, maar dat wordt verhuld door de vloeiende vorm van dit schrift. Eerst werd het vooral voor juridische en bestuurlijke documenten gebruikt, maar later ook voor literaire en religieuze teksten.
Demotisch kan worden verdeeld in Vroeg-Demotisch, Midden-Demotisch of Ptolemaeïsch Demotisch, en Laat-Demotisch of Romeins-Demotisch. Het is een late variant van het Laat-Egyptisch en kan het beste worden vergeleken met Koptisch. Naarmate de tijd vorderde, kwam er een almaar grotere breuk tussen de literaire en religieuze schrijftaal en de spreektaal.
Het Demotische schrift was het tweede schrift dat op de Steen van Rosetta staat en werd al ontcijferd voordat de hiërogliefen waren ontcijferd. Antoine-Isaac Silvestre de Sacy leverde een grote bijdrage aan die ontcijfering.

## Vroeg-Demotisch
Vroeg-Demotisch is ontstaan in Neder-Egypte, aan het eind van de 25e dynastie en wordt gevonden op stelae in Saqqara en Serapeum. Het schrift wordt gedateerd tussen 650 en 400 v.Chr, maar de meeste teksten komen uit de 26e en 27e dynastie. Demotisch werd gebruikt voor belangrijke administratieve en commerciële teksten, terwijl het hiërogliefenschrift voor de andere teksten voorbehouden bleef.

## Midden-Demotisch
Midden-Demotisch of Ptolemaeïsch Demotisch is het Demotisch tussen 400 en 30 v.Chr. Rond 250 v.Chr. werd Grieks de officiële taal in Egypte.

## Laat-Demotisch
Het Demotisch werd aan het begin van de Romeinse heerschappij haast niet in het publieke leven gebruikt en meer en meer door Koptisch vervangen. Toch zijn er een aantal teksten van tussen 30 v.Chr. en 452 n.Chr. Het Demotisch verloor veel aan waarde, en de laatste inscriptie is van 11 december 452, op de muur van de tempel van Isis, in Philae.